# Крейцер, Борис Генрихович
Борис Генрихович Крейцер (4 мая 1905, Грозный — 10 января 1979, Ленинград) — советский художник, график, книжный иллюстратор, архитектор.

## Биография
Родился в Грозном в семье инженера-химика Генриха Давидовича Крейцера (1877—?), впоследствии профессора Московского химико-технологического института. Мать — Ольга Григорьевна Крейцер (урождённая Шершевская). Из Грозного семья вернулась в Санкт-Петербург, когда он был ребёнком, но до начала Первой мировой войны он с матерью проходил лечение в Швейцарии. Учился в 8-классном коммерческом училище М. А. Шидловской в Петрограде. В советское время поступил во ВХУТЕМАС, затем в Академию художеств (1921—1926), окончил 4 курса архитектурного факультета. В 1920-е годы занимался как книжной иллюстрацией, так и плакатами. В 1930-е годы жил в Ленинграде, работал архитектором в Роскинопроекте. В Ленпроекте занимался разработкой архитектурных решений для строительства больничных сооружений, в том числе операционных и рентгенологических кабинетов.
Первый раз подвергался допросу в январе 1937 года. Поводом для ареста 5 февраля 1938 года среди прочего послужили обличительные показания его троюродного брата А. А. Гершуна, учёного в области фотометрии и светотехники, который в 1940 году от своих показаний отказался. Отягчающими обстоятельствами было то, что его близкие родственники после революции эмигрировали из страны: бабушка Розалия Львовна Крейцер и дядя — пианист Леонид Давидович Крейцер — жили в Берлине, тётя Лидия Давидовна Залшупина жила с детьми в Париже. В 1934 году Б. Г. Крейцер встречался с посетившим СССР дядей, а также общался с троюродным братом — авиаинженером и литератором Александром Борисовичем Шершевским, который в 1932 году возвратился в СССР и был арестован в 1936 году. Как архитектор, Б. Г. Крейцер встречался и с другими иностранными гражданами.
Комиссией НКВД и Прокуратуры СССР 2 сентября 1938 года приговорён по ст. 58-6-11 УК РСФСР к расстрелу. При проверки личной информации во время исполнения приговора в ночь на 11 сентября 1938 года в тюрьме на Нижегородской улице, 39, обнаружились несоответствия с данными следственного дела и исполнение приговора было отложено. После проверки следственной информации был вновь осуждён особым совещанием при НКВД СССР 26 июля 1939 года за шпионаж — на этот раз на 8 лет ИТЛ. Срок отбывал в Севжелдорлаге, откуда был освобождён 27 июля 1946 года. Оставшись на поселении работал по найму в Котласе и с мая 1947 года инженером Мостозавода в Сыктывкаре. С 1949 года работал заведующим бюро экспертизы Псковского облотдела по делам архитектуры и старшим архитектором псковского Облпроекта. Вновь арестован 12 мая 1949 года, особым совещанием при МГБ СССР 6 июля 1949 года осуждён по ст. 58-6-11 к ссылке на вечное поселение в Красноярский край, отбывал наказание в Норильске, затем в Дудинке. Освобождён в 1955 году, реабилитирован в 1956 году и в том же году получил разрешение вернуться в Ленинград, где работал в ряде городских издательств.
С 1960 года работал художником на Дулёвском фарфоровом заводе. Награждён почётным дипломом за работы, экспонировавшиеся на Международной выставке керамики в Праге (1962). Выставка произведений прошла в ленинградском отделении Союза художников РСФСР в 1962 году. Автор иллюстраций к многочисленным произведениям детской литературы и современной художественной прозы, по заказу НКВД будучи в заключении выполнил серию эскизов к токарным игрушкам.

## Семья
- Брат — Андрей Генрихович Крейцер (1916—?), инженер Ленинградского завода «Красногвардеец», изобретатель медицинской техники (оксигемометр «Эльбрус», кимограф), автор «Справочника по медицинским приборам» (Л.: Медгиз, 1962), «Руководства по эксплуатации медицинских измерительных приборов» (Л.: Медицина, 1980). Сестра — Екатерина Генриховна Крейцер (1904—1961), востоковед-японист, провела в заключении восемь лет (её муж — переводчик Патрик Францискович Бреслин).
- Двоюродные братья — Виктор Леонидович Крейцер, учёный в области телевизионной техники; Сергей Александрович Залшупин, книжный график.
- Жена (с 1946 года) — Тамара Николаевна Крейцер (урождённая Клюкина, 1926—2011).

## Публикации
- Акушерский комплекс: Материалы к проектированию больничных сооружений / Арх. Б. Г. Крейцер, арх. Б. А. Смирнов; Под ред. проф. М. И. Рославлева, проф. Я. И. Некрасова. Л.: Ленпроект, 1935. — 66 с.
- Операционный комплекс: Рациональное устройство операционной и подсобных помещений / Арх. Б. Г. Крейцер, арх. Б. А. Смирнов; Под ред. проф. М. И. Рославлева, проф. Я. И. Некрасова. Л.: Ленпроект, 1935. — 59 с.
- Проектирование рентгеновского комплекса / Проф. С. А. Рейнберг, Л. М. Шейнфайн, арх. Б. Г. Крейцер, арх. Б. А. Смирнов, Р. С. Левин; Под ред. проф. М. И. Рославлева, проф. Я. И. Некрасова. Л.: Ленпроект, 1936. — 56 с.
- Борис Крейцер. Крейцеровы альбомы: Папка с эскизами и Ухожу с чемоданами. М.: Музей истории ГУЛАГа, 2019[9].